# Glendale, South Carolina
Glendale är en ort i Spartanburg County i delstaten South Carolina, USA.